# Günter Lüdke
Günter Lüdke (* 22. August 1930 in Altona; † 3. Mai 2011 in Hamburg) war ein deutscher Schauspieler, Autor, Hörspiel- und Synchronsprecher.

## Leben

### Theater
Günter Lüdke begann seine Bühnenlaufbahn im Stadttheater in Aachen. Er spielte am Altonaer Theater, dem Theater im Zimmer in Hamburg, als „Räuber Hotzenplotz“ 1968 in einem der ersten Theater für Kinder in Deutschland, am Ernst-Deutsch-Theater, am Künstlertheater, am St.-Pauli-Theater, an den Hamburger Kammerspielen, am Stadttheater in Lüneburg, den Bad Hersfelder Festspielen, sowie bis 1963 an der niederdeutschen Bühne Ohnsorg-Theater, deren Inszenierungen durch Fernsehaufzeichnungen auch einem bundesdeutschen Publikum bekannt waren.

### Film und Fernsehen
Daneben arbeitete Lüdke seit seinem Debüt 1959 unter der Regie von Jürgen Roland in einem Film der Stahlnetz-Reihe (Welcker u. a. – Wegen Mordes) umfangreich für das Fernsehen. Oft wirkte er dabei in Kriminalfilmen und -serien aus dem Hamburger Raum mit wie Hafenpolizei, Hamburg Transit, Dem Täter auf der Spur, Großstadtrevier und im einschaltquotenstarken Dreiteiler Die Gentlemen bitten zur Kasse über den Postzugraub beim britischen Mentmore in Buckinghamshire. In der Serie Polizeifunk ruft hatte er als „Kriminalassistent Bollmann“ eine der Hauptrollen inne. Eine weitere feste Serienrolle hatte er als Butler des „Excentric-Clubs“, dessen Mitgliedschaft Percy Stuart so sehr erstrebte.
Auch in anderen Produktionen aus dem norddeutschen Raum wie z. B. Haifischbar, Geschichten aus der Heimat, Der Landarzt, Kleinstadtbahnhof und Freunde fürs Leben.
Daneben konnte man ihn im Tatort, Ralph Giordanos mehrteiligen Drama Die Bertinis über den Holocaust und anspruchsvollen Fernsehspielen wie Jokehnen oder Wie lange fährt man von Ostpreußen nach Deutschland? sehen.
Auch Filmauftritte von Günter Lüdke fanden v. a. in Kriminalfilmen und solchen mit zumeist Hamburger Lokalkolorit statt wie Polizeirevier Davidswache, Wenn es Nacht wird auf der Reeperbahn, Die Engel von St. Pauli, Otto und die nackte Welle mit den Ohnsorg-Stars Otto Lüthje und Heidi Kabel, der französischen Produktion Diamantenbillard mit Elisabeth Flickenschildt und Der Fälscher von London (nach Edgar Wallace). Daneben spielte Lüdke in zwei der „Immenhof“-Filme mit Heidi Brühl und Horst Janson: 1973 in Die Zwillinge vom Immenhof und im darauf folgenden Jahr in Frühling auf Immenhof.

### Hörspiel und Synchronisation
Daneben arbeitete Günter Lüdke seit vielen Jahren als Sprecher und Autor für Hörfunk und Hörspielproduktionen, z. B. als Großvater der Cartoonserie Ottifanten von und mit Otto Waalkes.
Jüngeren Zuhörern ist seine markante Stimme v. a. aus verschiedenen Jugendserien wie Ein Fall für TKKG (nach Rolf Kalmuczak) und Fünf Freunde (nach Enid Blyton) bekannt. Daneben wirkte er u. a. auch in einer Adaption von Cecil Scott Foresters Horatio Hornblower als dessen loyaler Erster Offizier Mr. Bush mit und in vier Hörspielen einer Edgar-Wallace-Adaption des Labels maritim als Inspector Elford, der humoristische Assistent des von Manfred Krug verkörperten Chefinspector Joe Jenkins.
Überdies lieh er seine Stimme als Synchronsprecher zahlreichen international bekannten Schauspielern wie Lew Ayres (Columbo: Teuflische Intelligenz), Kenneth Mars (Grüße aus dem Jenseits) und Sig Ruman (Solo für O.N.C.E.L.).

## Autor
Günter Lüdke war auch immer wieder als Autor tätig. In den 1970er Jahren schrieb er für den NDR die wöchentliche Radiosendung Land und Leute. 1976 veröffentlichte er Beiträge dieser Sendung in den Büchern Kurz vor acht kommt Elli, 1999 In Hamburg ändert sich fast nix. Lauter so Geschichten – und alle über drei Minuten. Im selben Jahr erschien bei der Edition Nautilus seine niederdeutsche Fassung von Freddie Frintons Dinner for One unter dem Titel Dinner for one op platt, vertellt vun Günter Lüdke mit Billers vun B. Ronstein.
Des Weiteren ist er in Zusammenarbeit mit Gottfried Böttger und Lex Hudel der Texter des Liedes Mit Zampel und Kaffetäng (1979 Interchord).

## Privates
Günter Lüdke wohnte bis zu seinem Tod im Hamburger Stadtteil Osdorf. Er starb im Mai 2011 im Alter von 80 Jahren und wurde anonym in einer Baumgrabanlage auf dem Friedhof Groß Flottbek beigesetzt.

## Filmografie (Auswahl)
- 1959: Stahlnetz: Aktenzeichen: Welcker u. a. wegen Mordes
- 1960: Stahlnetz: Verbrannte Spuren
- 1961: Der Fälscher von London
- 1961: Opa wird verkauft
- 1961: Ein Mann mit Charakter
- 1961: Barbara
- 1962: De dolle Deern
- 1963: Strandgeflüster
- 1963: Hafenpolizei: Der große Zufall
- 1964: Die Kartenlegerin oder Die Welt will betrogen sein
- 1964: Polizeirevier Davidswache
- 1964: Stahlnetz: Rehe (TV-Serie)
- 1965: Diamantenbillard (Un milliard dans un billard)
- 1965: Stahlnetz: Nacht zum Ostersonntag
- 1966: Intercontinental Express – Reise an die Grenze (Fernsehserie)
- 1966: Die Gentlemen bitten zur Kasse (TV-Dreiteiler)
- 1966–1968: Polizeifunk ruft (13 Folgen als Kriminalassistent Bollmann)
- 1967: Wenn es Nacht wird auf der Reeperbahn
- 1967: Landarzt Dr. Brock
- 1967: Ein Fall für Titus Bunge: Bobby ist los
- 1967: Die Blonde von Peking (La blonde de Pékin)
- 1968: Nationalkomitee Freies Deutschland
- 1968: Das Ferienschiff (TV-Serie)
- 1968: Otto und die nackte Welle
- 1969–1970: Percy Stuart: 30 Folgen als James
- 1969: Die Engel von St. Pauli
- 1971: Dem Täter auf der Spur: Flugstunde
- 1971: Glückspilze
- 1971: Kein Geldschrank geht von selber auf. Die Eddie Chapman Story
- 1972: Der Stoff aus dem die Träume sind
- 1972: Kleinstadtbahnhof
- 1972: Dem Täter auf der Spur: In Schönheit sterben
- 1973: Die Kriminalerzählung (TV-Serie)
- 1973: … aber Jonny!
- 1973: Der Lord von Barmbeck
- 1973: Hamburg Transit – Die Täterin ist geständig (Fernsehserie)
- 1973: Die Zwillinge vom Immenhof
- 1974: Frühling auf Immenhof
- 1975: Lehmanns Erzählungen
- 1975: Die sündige Kleinstadt
- 1986: Der kleine Staatsanwalt
- 1987: Jokehnen oder Wie lange fährt man von Ostpreußen nach Deutschland?
- 1987: Großstadtrevier: Feine Gesellschaft
- 1989: Großstadtrevier: Geiselnahme
- 1988: Die Bertinis
- 1991: Im Kreis der Lieben
- 1991: Großstadtrevier: Altes Eisen
- 1992: Hamburger Gift
- 1995: Die Versuchung – Der Priester und das Mädchen
- 2000: Jetzt oder nie – Zeit ist Geld
- 2006: Tatort – Feuerkämpfer

## Hörspiele (Auswahl)
- 1959: De Strohwitwer – Regie: Otto Lüthje
- 1959: Vun den Padd af – Regie: Hans Tügel
- 1960: An’e Eck von de Melkstroot – Regie: Rudolf Beiswanger
- 1961: Bootsmann Bünger – Regie: Günther Siegmund
- 1961: Een Handbreet wieder – Regie: Rudolf Beiswanger
- 1961: Besök in de Vergangenheit – Regie: Otto Lüthje
- 1962: Ein Leben mit Tieren: Carl Hagenbeck (2. Teil) – Regie: Wolfram Rosemann
- 1962: Dat Düvelsspill – Regie: Hans Tügel
- 1962: Leentje Marten – Regie: Heinz Lanker
- 1963: De Dood in’n Appelboom – Regie: Heinz Lanker
- 1963: Schipp op Strand – Regie: Günther Siegmund
- 1963: Dat Wienglas – Regie: Hans Tügel
- 1963: De Straaf – Regie: Heini Kaufeld
- 1963: Stille Hochtied – Regie: Heinz Lanker
- 1963: De verloren Wiehnachtssteern – Regie: Günther Siegmund
- 1964: Reinke de Voss – Regie: Friedrich Schütter
- 1964: De Seelenwanderung – Regie: Günther Siegmund
- 1964: Nix as Theater – Regie: Heini Kaufeld
- 1965: De Deef – Regie: Hans Tügel
- 1965: Dat Schattenspeel – Regie: Heini Kaufeld
- 1965: Een leegen Hannel – Regie: Hans Tügel
- 1965: Dat Sofaküssen – Regie: Günther Siegmund
- 1966: Twee Kisten Rum – Regie: Heini Kaufeld
- 1967: Slöppst du? – Regie: Günter Jansen, Jutta Zech
- 1969: De Brügg – Regie: Hans Tügel
- 1969: Hans Nüms – Regie: Marion Böttcher, Gertrud Niemitz, Curt Timm
- 1975: Na’ söss Joahr – Regie: Curt Timm
- 1991: Berger und Levin (1. Teil: Die Schönen spiegeln sich in der Welt, den Häßlichen gehört sie) – Regie: Bernd Lau
- 1991: Tilla, das Diamantenschwein – Regie: Edgar Bessen
- 1992: So good as ünner de Eer – Regie: Edgar Bessen
- 1993: Verännerung – Regie: Claus Boysen
- 1993: Segg doch wat – Regie: Edgar Bessen
- 1993: Achtern Bahndamm – Regie: Edgar Bessen
- 1993: Sommerstorm – Regie: Edgar Bessen
- 1993: Haus Mottenstein (3. Teil: Schneidebarts letzte Schlacht) – Autor und Regie: Thomas Rübenacker
- 1994: Im Zauberland – drei Teile als Holzfäller – Regie: Axel Fidelak, Paul Hartmann, Uta Beth
- 1995: Freekort – Regie: Edgar Bessen
- 1996: Güstern is all meist vörbi – Regie: Edgar Bessen
- 1997: Zander – oder: Buten un binnen – Regie: Edgar Bessen
- 1998: Der Junge im Käfig – Autor und Regie: Rainer Gussek
- 1999: Der Zwerg Kasanka – Regie: Helmut Peters
- 1999: Loletta und die Müllplatzclique – Bearbeitung und Regie: Rainer Gussek
- 2000: Ein Prinz namens Karl – Autor und Regie: Uwe Storjohann
- 2007: Der Zauberlehrling – Bearbeitung und Regie: Rainer Gussek
- 2010: Die drei ??? Kids – "Im Reich der Rätsel" als Dunken (Autor und Regie: Ulf Blanck)